# 동프리슬란트어
동프리지아어는 독일에서 사용되는 지방 언어 가운데 하나로 서게르만어군에 속하는 언어인 프리지아어의 일종이다. 소멸위기언어 중 하나로, 20세기까지 여러 방언이 사멸하여 오늘날에는 자털란트 프리지아어(Seeltersk)라는 방언만이 살아남아 있다. 독일 니더작센주의 시골 지역인 올덴부르크에 살고 있는 주민 2,000명(거의 노년층)만이 자유롭게 구사한다.

## 역사
동프리지아어는 네덜란드의 라우어스강(Lauwers)과 독일의 베저강 사이의 역사적 지역인 동프리지아에서 사용되던 언어이다. 당시 크게 동쪽의 베저 프리지아어와 서쪽의 엠스 프리지아어라는 두 개의 방언군이 있었다. 16세기부터 동프리지아어는 저지 독일어의 강한 동화 압력에 밀려 빠르게 쇠퇴했고, 17세기 중반까지 엠스 프리지아어는 사실상 사멸했다. 베저 프리지아어도 비슷한 시기 거의 사라졌으나 프리지아 제도의 방게로게섬(Wangerooge) 등 일부 고립된 지역에 20세기 초까지 화자가 남아있었다.
한편 1100년경 자연재해로 인해 동프리지아 지역을 떠난 이주민들이 자털란트(Saterland) 지역에 정착하며 오늘날 유일하게 살아남은 변종인 자털란트 프리지아어가 발생하였다. 16세기부터 원 지역의 동프리지아어는 사라지기 시작했으나 이 지역은 습지로 둘러쌓여 있어 도로와 철도의 건설 이전까지 외부와 거의 고립되어 있었기 때문에 언어적 특징을 유지할 수 있었다. 2차 대전 이후 동유럽에서 온 독일인 난민들이 자터란트 지역에 정착하며 이 언어 지역은 다소 교란을 겪었다. 20세기 후반에 예상되던 언어의 대대적 쇠퇴는 일어나지 않았으나 오늘날 동프리지아어를 사용하는 공동체는 자터란트에서 소수에 불과하다.

## 음운

### 닿소리
|        |        | 양순음과 순치음 | 양순음과 순치음 | 치경음 | 치경음 | 연구개음과 경구개음 | 연구개음과 경구개음 | 성문음 | 성문음 |
| ------ | ------ | --------------- | --------------- | ------ | ------ | ------------------- | ------------------- | ------ | ------ |
| 비음   | 비음   | m               | m               | n      | n      | ŋ                   | ŋ                   |        |        |
| 파열음 | 파열음 | p               | b               | t      | d      | k                   | ɡ                   |        |        |
| 마찰음 | 마찰음 | f               | v               | s      | z      | x                   | ʁ                   | h      | h      |
| 유음   | 설측음 |                 |                 | l      | l      |                     |                     |        |        |
| 유음   | 전동음 |                 |                 | r      | r      |                     |                     |        |        |
| 반모음 | 반모음 | w               | w               |        |        | j                   | j                   |        |        |

- ʁ는 /ʀ̝˖/이다.
- /nj, dj, sj, zj/는 /ɲ, dʑ, ɕ, ʑ/로 난다.

### 홀소리

#### 홑홀소리
|          | 전설  | 중설  | 후설  | 후설  |
| -------- | ----- | ----- | ----- | ----- |
| 고모음   | i, iː |       | ɯ, ɯː | u, uː |
| 중고모음 | e, eː | ə     | ɤ, ɤː | ʊ, oː |
| 중저모음 | ɛ, ɛː | ə     |       | ɔ, ɔː |
| 저모음   |       | a, aː |       |       |

#### 겹홀소리
|          | 전설 | 중설       | 후설   |
| -------- | ---- | ---------- | ------ |
| 고모음   |      | iə̯, ɯə̯, uə̯ |        |
| 중고모음 |      | ɪə,̯ ɤə̯, oə̯ | eu̯     |
| 중저모음 | ɛi̯   |            | ʌɯ̯, ɔu̯ |
| 저모음   | ɛi̯   |            | au̯     |

## 같이 보기
- 프리슬란트
- 프리슬란트어
- 프리슬란트인